# Karl Groß (Fußballspieler)
Karl Groß (* 27. Dezember 1934; † 12. Juli 2019) war ein deutscher Fußballspieler. Er spielte von 1957 bis 1960 für den SC Wismut Karl-Marx-Stadt 29-mal in der DDR-Oberliga, der höchsten Spielklasse im DDR-Fußball. 1957 und 1959 wurde er mit dem SC Wismut DDR-Meister.

## Sportliche Laufbahn
Am 15. Dezember 1957, im letzten Saison-Punktspiel (es wurde im Kalenderjahr-Rhythmus gespielt) des SC Wismut Karl-Marx-Stadt, kam Karl Groß in der 60. Minute als Einwechselspieler zu seinem ersten Oberligaeinsatz. Zusammen mit seiner Mannschaft konnte er den Gewinn der Meisterschaft feiern. In der folgenden Saison spielte Groß vom ersten Punktspieltag an und wurde mit 22 von 26 ausgetragenen Oberligaspielen als rechter Verteidiger Stammspieler des SC Wismut. Von den acht Spielen im Europapokal der Landesmeister 1958/59 bestritt er nur die ersten drei Partien. Als sich der SC Wismut 1959 seine zweite Fußball-Meisterschaft holte, hatte Groß mit nur vier Oberligaspieleinsätzen wieder nur einen marginalen Anteil am Titelgewinn. In der Saison 1960 verringerten sich seine Oberligaeinsätze auf zwei Spiele. Bis 1963 wurde er noch in der Oberliga-Reserve eingesetzt, wo er weiterhin als Abwehrspieler eingesetzt, einen Stammplatz innehatte.
Nach seiner aktiven Laufbahn engagierte sich Groß als Jugendtrainer in Aue.